# Керефов, Султанбек Борисович
Султанбек Борисович Керефов (род. 29 сентября 1979 года, Нальчик, СССР) — российский боксёр-профессионал, выступающий в тяжёлой весовой категории.
Мастер спорта, чемпион России по боксу среди профессионалов в тяжелом весе.

## Биография
Султанбек Керефов родился 29 сентября 1979 года в Нальчике.
В настоящее время Султанбек Керефов прекратил выступления в большом спорте и является старшим тренером юношеской сборной КБР и членом тренерского совета федерации любительского бокса республики.

## Достижения
В 2007 году Султанбек Керефов стал чемпионом России по боксу среди профессионалов в тяжелом весе.
Керефов завоевал титул в противостоянии с Теймуразом Кекелидзе, который перед чемпионским поединком проиграл восемнадцать подряд боёв и одну встречу свёл вничью.
Наилучшая позиция в мировом рейтинге: 171.

## Таблица боёв
В таблице перечислены результаты всех поединков боксёров.
В каждой строке указан результат поединка. Дополнительно номер поединка обозначен цветом, который обозначает итог поединка. Расшифровка обозначений и цветов представлена в нижеследующей таблице.
| Пример | Расшифровка                     |
| ------ | ------------------------------- |
|        | Победа                          |
|        | Ничья                           |
|        | Поражение                       |
|        | Планируемый поединок            |
|        | Поединок признан несостоявшимся |
| КО     | Нокаут                          |
| ТКО    | Технический нокаут              |
| PTS    | Решение судей (по очкам)        |
| UD     | Единогласное решение судей      |
| MD     | Решение большинства судей       |
| SD     | Раздельное решение судей        |
| RTD    | Отказ от продолжения боя        |
| DQ     | Дисквалификация                 |
| NC     | Поединок признан несостоявшимся |

| Результат | Дата            | Соперник                     | Место боя             | Подробности | Комментарии                                                  |
| --------- | --------------- | ---------------------------- | --------------------- | ----------- | ------------------------------------------------------------ |
| 3-2       | 20 мая 2011     | Родион Пастух                | Казино «Оракул», Азов | TKO 9 (10)  | Бой за титул чемпиона России в 1-м тяжёлом весе.             |
| 3-1       | 24 ноября 2007  | Теймураз Кекелидзе (16-27-1) | Ипподром, Нальчик     | UD 10       | Завоевал вакантный титул чемпиона России в 1-м тяжёлом весе. |
| 2-1       | 14 августа 2007 | Валерий Макеев (1-26-0)      | Сочинский цирк, Сочи  | TKO 3 (6)   |                                                              |
| 1-1       | 2 июня 2007     | Михаил Насыров (17-0-0)      | Олимп, Краснодар      | TKO 3 (8)   |                                                              |
| 1-0       | 2 декабря 2006  | Рэймонд Очиенг (6-4-1)       | Ипподром, Нальчик     | RTD 1 (8)   | Профессиональный дебют.                                      |